# Distrito de Bischofszell
El distrito de Bischofszell es uno de los antiguos ocho distritos del cantón de Turgovia. Su capital era la ciudad de Bischofszell.
El distrito fue disuelto el 31 de diciembre de 2010 tras la entrada en vigor de la nueva ley de organización territorial del cantón de Turgovia. A partir del 1 de enero de 2011 la comuna de Amriswil pasó al distrito de Arbon, mientras que el resto de las comunas pasaron al distrito de Weinfelden.

## Geografía
El distrito se encontraba en el extremo sureste del cantón a alguno kilómetros del lago de Constanza. Limitaba al norte con el distrito de Kreuzlingen, al este con el de Arbon, al sur con los de San Galo (SG) y Wil (SG), al oeste con Münchwilen, y al oeste con Weinfelden.

## Comunas
| Distrito de Bischofszell | Distrito de Bischofszell | Distrito de Bischofszell |
| Comunas                  | Población (31.12.2014)   | Superficie km²           |
| ------------------------ | ------------------------ | ------------------------ |
| Amriswil                 | 12 814                   | 19.1                     |
| Bischofszell             | 5816                     | 11.7                     |
| Erlen                    | 3512                     | 12.2                     |
| Hauptwil-Gottshaus       | 1919                     | 12.5                     |
| Hohentannen              | 619                      | 8.0                      |
| Kradolf-Schönenberg      | 3532                     | 10.9                     |
| Sulgen                   | 3663                     | 9.1                      |
| Zihlschlacht-Sitterdorf  | 2231                     | 12.2                     |
| Total (8)                | 31 773}}                 | 95.7                     |